# Rehrenborn

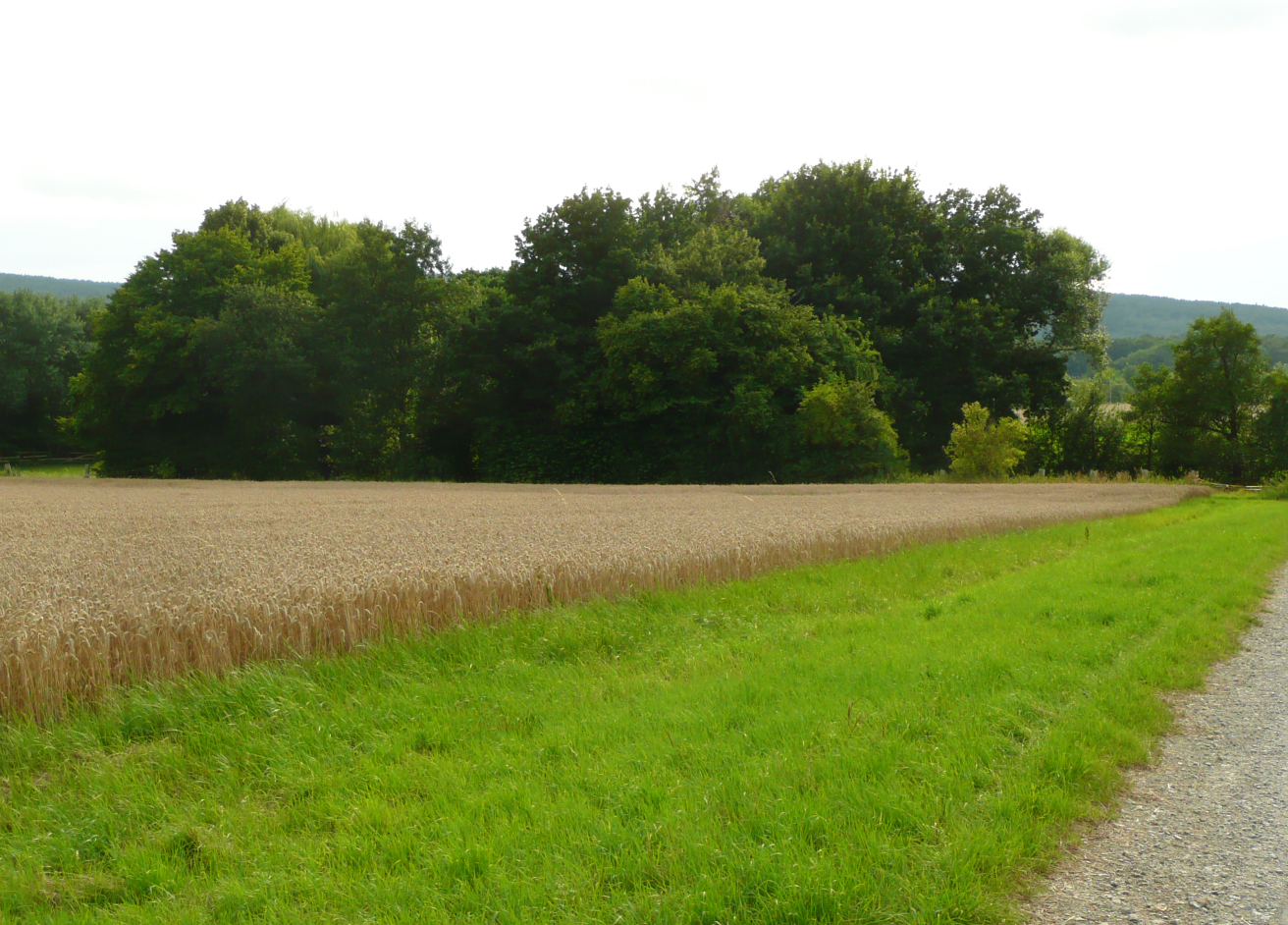
Landschaftselement, in dem der Rehrenborn liegt

Der Rehrenborn ist eine Quelle und ein nach dieser benanntes Landschaftselement in der Gemarkung Degersen in der Gemeinde Wennigsen (Deister). Er ist Standort eines Naturdenkmals, der Rehrenborn-Eiche. Der Rehrenborn liegt zwei Kilometer westlich Degersens nördlich der als Deisterbahn bezeichneten S-Bahn-Linie von Hannover nach Haste. Die Namensgebung stammt vom altdeutschen Begriff Born für Quelle sowie dem einstigen Besitzer der Weide (ein Bauer namens Rehren).

## Quelle
Am Südrand des Landschaftsschutzgebiets Langreder Mark entspringt auf lange als Weideland genutztem Gelände eine Quelle geringer Schüttung. Der Quelle entspringt leicht schwefelhaltiges Wasser, das zum nur wenige Meter entfernten Allerbach abfließt.

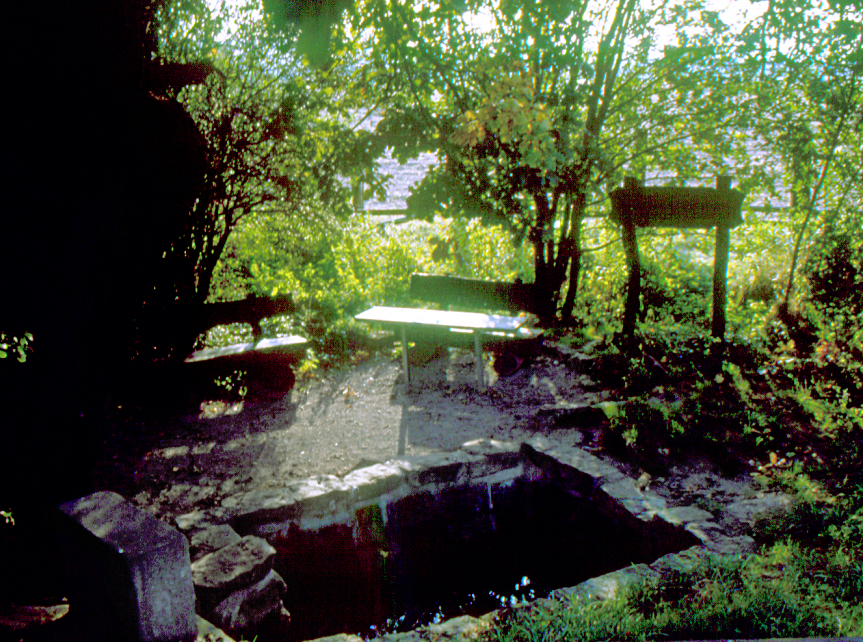
Ende der 1980er Jahre galt nur der Platz um die Quelle als Rehrenborn, 1989
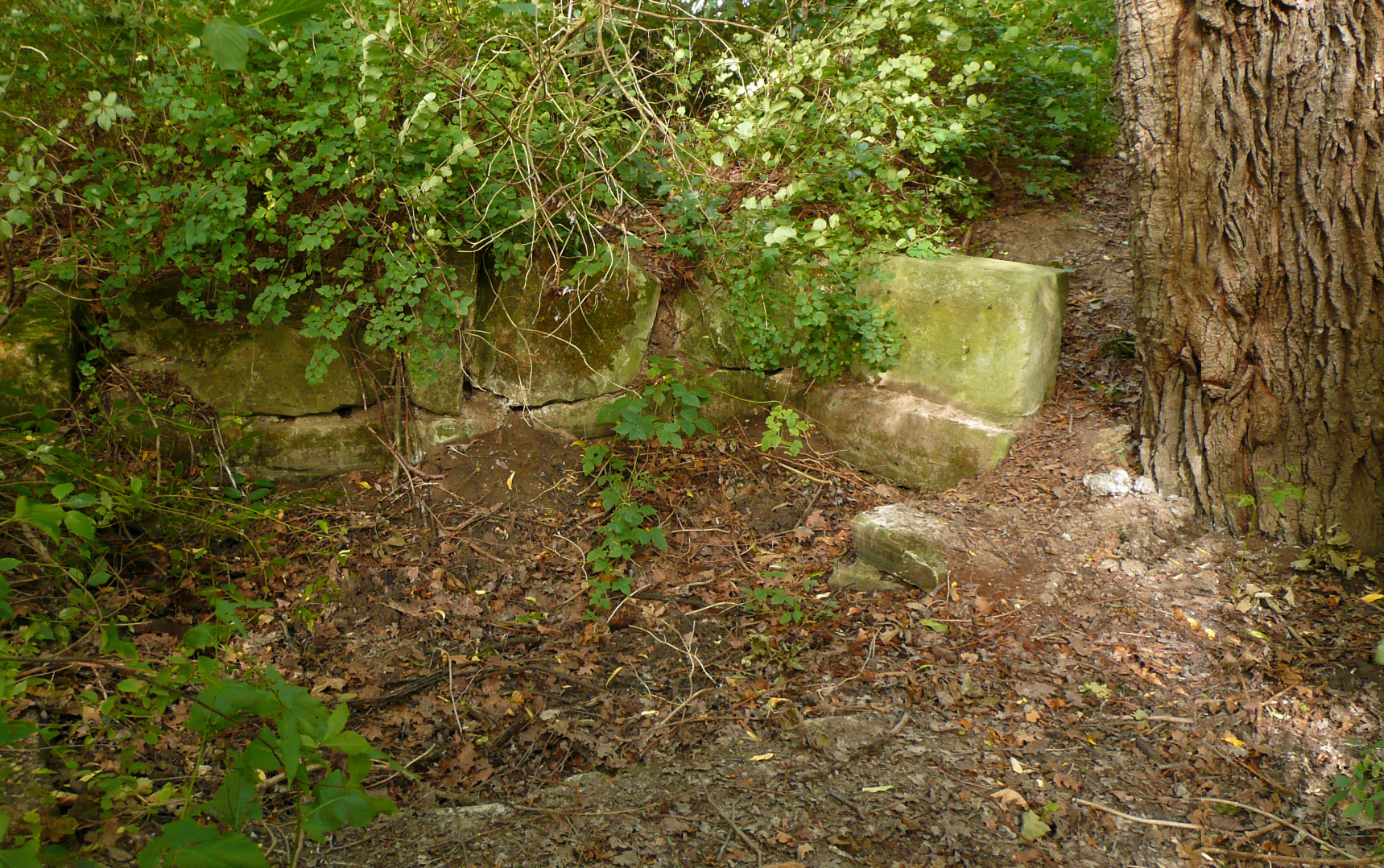
Die steinerne Quelleinfassung, 2025

## Rehrenborn-Eiche

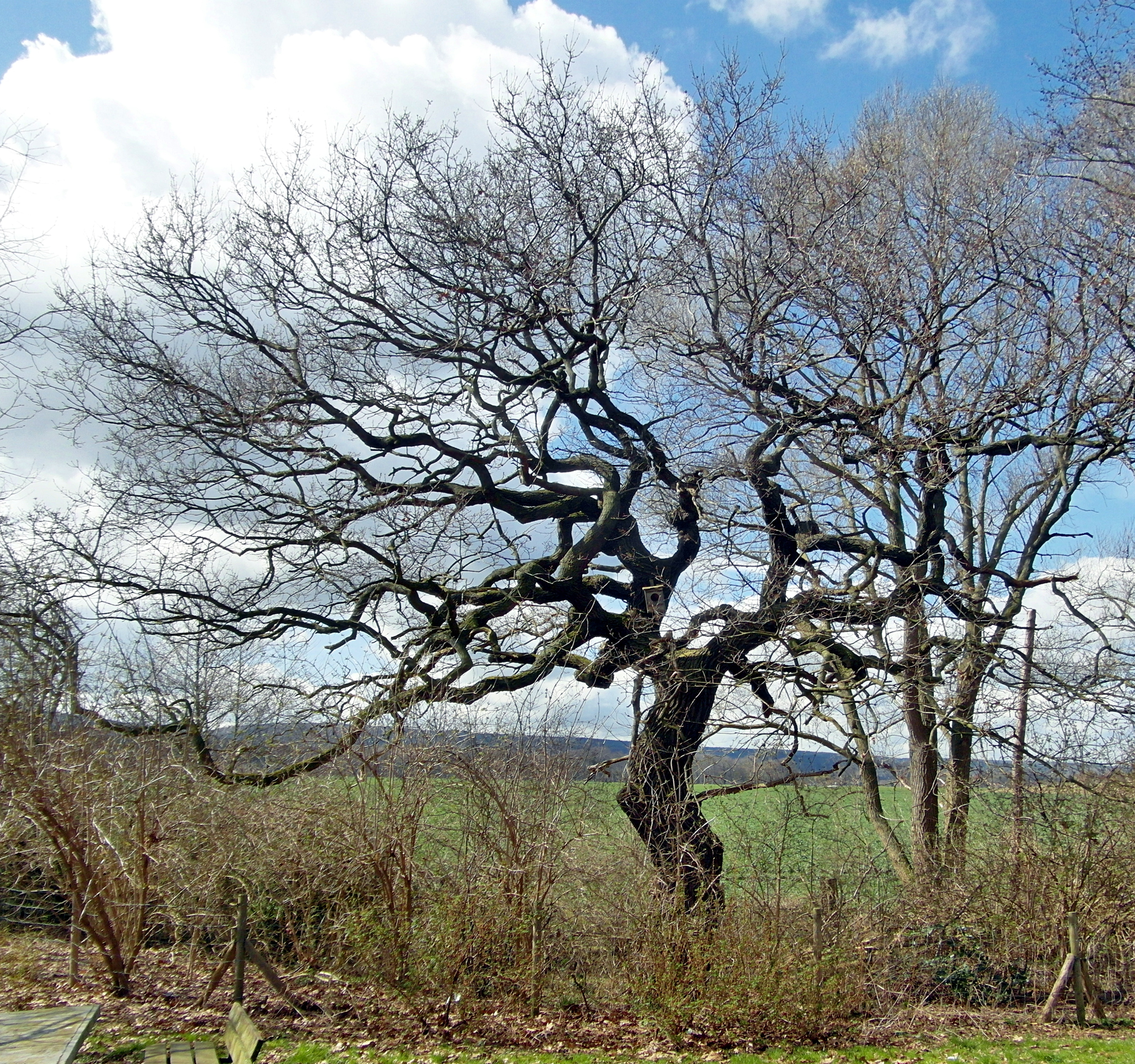
Rehrenborn-Eiche

Die Rehrenborn-Eiche ist eine rund 250 Jahre alte Stieleiche. Diese wurde bereits im Jahr 1937 unter Naturdenkmalschutz gestellt und ist heute ein Naturdenkmal gemäß § 28 Bundesnaturschutzgesetz. Sie wird als ND H-11 in der Liste der Naturdenkmale der Region Hannover geführt. Als Begründung des Schutzzweckes wird dort angeführt: Einzigartiger Baum mit sehr ausgebreiteter, gewunden gewachsener Krone an einer Quelle. Wegen Windbruchgefahr ist der Bereich um die Eiche abgesperrt.

## Gelände

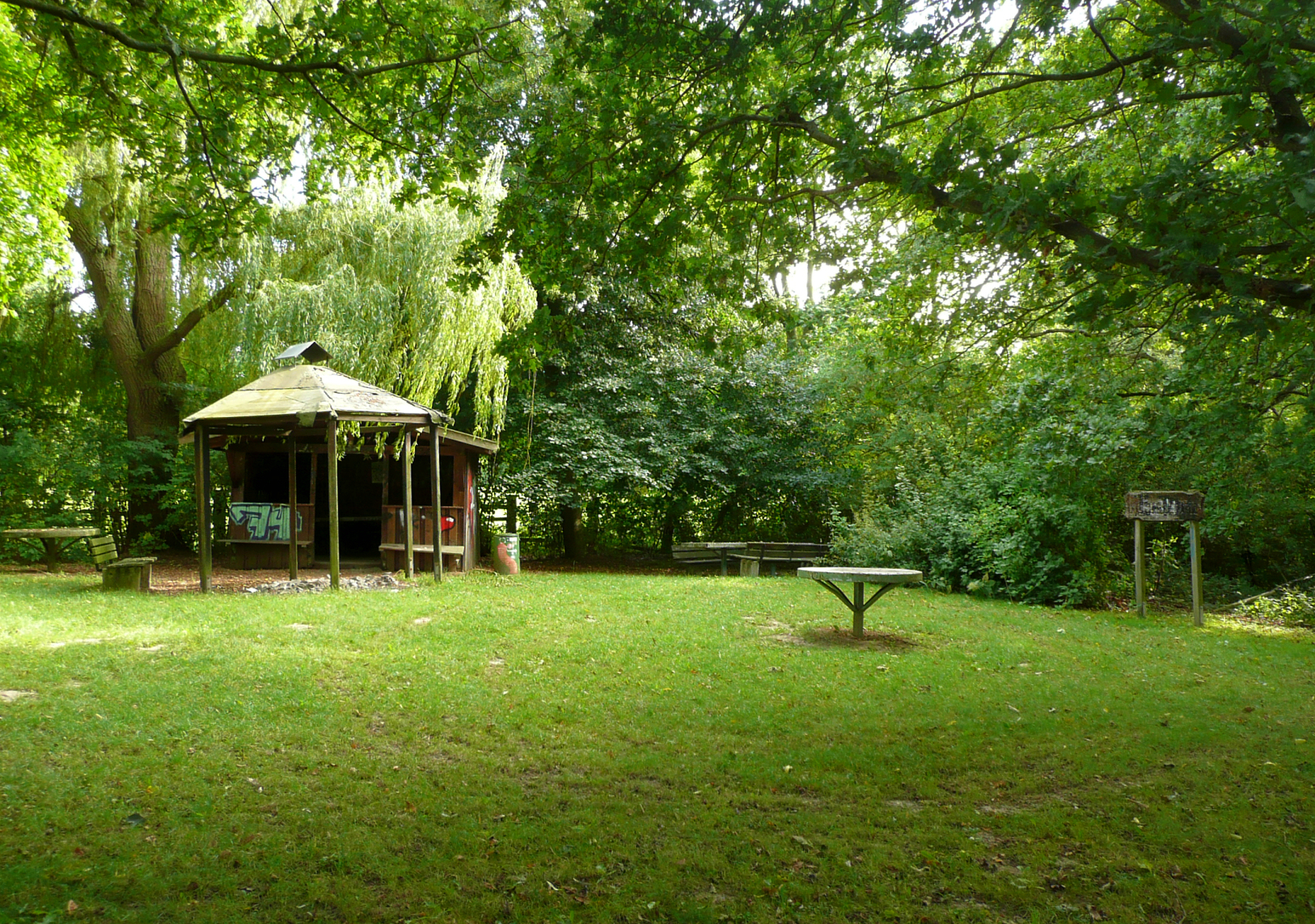
Schutzhütte und Grillplatz auf dem Gelände

Das Gelände dient heute Naherholungszwecken. Seit 1979 ist dort ein Rastplatz angelegt, der vom Heimatbund Degersen ehrenamtlich betreut wurde. Bis Mitte der 1980er Jahre wurden das Quellbecken in Stein gefasst und unmittelbar dabei Bänke aufgestellt.
Seitdem die Eiche in den 1990er Jahren aus Sicherheitsgründen eingezäunt wurde, ist dieser Bereich nicht mehr zugänglich. Stattdessen wurde der Rast- und Grillplatz vor der Eiche genutzt und als Rehrenborn bezeichnet.
Nach wiederholtem Vandalismus gab der Heimatbund die Betreuung des Platzes auf. Im Jahr 2015 beschloss der Ortsrat Degersen zur Vandalismusbekämpfung die Entfernung des Grills. Das Gelände sollte jedoch mindestens bis zum Jahr 2023 weiter nutzbar bleiben.

## Belege
1. ↑  Anlage 1 zur 19. Verordnung über Naturdenkmäler der Region Hannover (Neuregelungsverordnung). (pdf; 233 kB) in Gemeinsames Amtsblatt für die Region Hannover und die Landeshauptstadt Hannover - Sonderausgabe. Region Hannover, 7. September 2010, S. 12, archiviert vom Original am 9. April 2015; abgerufen am 9. April 2015.
2. ↑  Heimatbund Degersen: Rehrenborn (Memento vom 5. Dezember 2012 im Internet Archive) am 13. Oktober 2012
3. ↑  Der Grill soll weichen in HAZ vom 30. September 2015

Koordinaten: 52° 16′ 48″ N, 9° 32′ 35″ O